# Callicera robusta
Callicera robusta är en tvåvingeart som beskrevs av Ernest F. Coe 1964. Callicera robusta ingår i släktet bronsblomflugor, och familjen blomflugor. Inga underarter finns listade i Catalogue of Life.